# Хили (Аляска)
Хили (англ. Healy) — статистически обособленная местность и окружной центр боро Денали, штат Аляска, США. На 2010 год население местности составлял 1021 человек.
Деревня была основана как шахтёрский лагерь около 1905 года и назван в честь Хили-Крик. В 1921 году был основан почтовый офис.

## География
Согласно Бюро переписи населения США площадь Хили составляет 1780 км², из них 0,5 км² — открытые водные пространства. Вторая по площади статистически обособленная местность в Америке. В 30 км находится национальный парк Денали.
Местность обслуживается аэропортом Хили-Ривер.

## Население
| Год переписи | Нас. |  | %±     |
| ------------ | ---- |  | ------ |
| 1930         | 36   |  | —      |
| 1940         | 46   |  | 27,8%  |
| 1950         | 102  |  | 121,7% |
| 1960         | 67   |  | −34,3% |
| 1970         | 79   |  | 17,9%  |
| 1980         | 334  |  | 322,8% |
| 1990         | 487  |  | 45,8%  |
| 2000         | 1000 |  | 105,3% |
| 2010         | 1021 |  | 2,1%   |
| 2016         | 1115 |  | 9,2%   |

По данным переписи населения 2010, местность имела население 2251 человека (53,5 % мужчин и 46,5 % женщин), было 434 домашних хозяйства и 255 семей. Расовый состав: белые — 91,5 %, коренное население Америки — 2,1 %, смешанной расы — 4,4 %. На 2016 год население Хили было распределено по происхождению следующим образом: 28,2 % — русское происхождение, 21,5 % — немецкое, 14,2 % — украинское, 9,8 % — английское, 8,8 % — ирландское, 5,1 % — американское.
Население города по возрастному диапазону по данным переписи 2010 года распределилось следующим образом: 25,1 % — жители младше 18 лет, 2,1 % — между 18 и 21 годами, 67,3 % — от 21 до 65 лет и 5,5 % — в возрасте 65 лет и старше. Средний возраст населения — 40,1 лет. На каждые 100 женщин в Хили приходилось 114,9 мужчин, при этом на 100 совершеннолетних женщин приходилось уже 118,6 мужчин сопоставимого возраста.
Из 434 домашних хозяйств 58,8 % представляли собой семьи: 53,0 % совместно проживающих супружеских пар; 2,1 % — женщины, проживающие без мужей и 3,7 % — мужчины, проживающие без жён. 41,2 % не имели семьи. В среднем домашнее хозяйство ведут 2,32 человека, а средний размер семьи — 3,07 человека. В одиночестве проживали 31,8 % населения, 3,5 % составляли одинокие пожилые люди (старше 65 лет).

## Экономика
В 2016 году из 840 человек старше 16 лет имели работу 566. При этом мужчины имели медианный доход в 85 000 долларов США в год против 41 125 долларов среднегодового дохода у женщин. В 2014 году медианный доход на семью оценивался в 110 833 $, на домашнее хозяйство — в 101 136 $. Доход на душу населения — 38 148 $ в год.